# Джонсон, Реджи (баскетболист)
Реджи Джонсон (англ. Reggie Johnson; родился 25 июня 1957, Атланта, штат Джорджия, США) — американский профессиональный баскетболист, игравший на позициях тяжёлого форварда и центрового. Играл за Университет Теннесси и был задрафтован под 15-м номером командой «Сан-Антонио Спёрс», где играл до 1981 года.

## Карьера
Андерсон учился в средней школе Седар Грув в Атланте, затем играл в баскетбол в университете Теннесси. Был выбран во первом раунде Драфта НБА 1996 года командой «Сан-Антонио Спёрс». Также в НБА выступал за «Кливленд Кавальерс», «Канзас-Сити Кингз», «Филадельфия Севенти Сиксерс» и «Нью-Джерси Нетс». За 29 матчей за «Севенти Сиксерс» Джонсон набрал 8.4 очков за игру и помог клубу стать чемпионом НБА в сезоне 1982/83. В 1984 году переехал в Европу и выступал за итальянский клуб «Марр Римини». В 1986 году перешёл в испанский «Ховентут», в котором в сезоне 1989/90 стал обладателем Кубка Корача. Сезон 1990/91 провёл в «Трапани». Карьеру завершил в 1995 году, выступая за «Леон».
В феврале 2009 году был включен в список 20 величайших баскетболистов в истории Университета Теннесси.

## Статистика

### Статистика в НБА
| Сезон                                                                                    | Команда     | Регулярный сезон | Регулярный сезон | Регулярный сезон | Регулярный сезон | Регулярный сезон | Регулярный сезон | Регулярный сезон | Регулярный сезон | Регулярный сезон | Регулярный сезон | Регулярный сезон | Серия плей-офф | Серия плей-офф | Серия плей-офф | Серия плей-офф | Серия плей-офф | Серия плей-офф | Серия плей-офф | Серия плей-офф | Серия плей-офф | Серия плей-офф | Серия плей-офф |
| Сезон                                                                                    | Команда     | GP               | GS               | MPG              | FG%              | 3P%              | FT%              | RPG              | APG              | SPG              | BPG              | PPG              | GP             | GS             | MPG            | FG%            | 3P%            | FT%            | RPG            | APG            | SPG            | BPG            | PPG            |
| ---------------------------------------------------------------------------------------- | ----------- | ---------------- | ---------------- | ---------------- | ---------------- | ---------------- | ---------------- | ---------------- | ---------------- | ---------------- | ---------------- | ---------------- | -------------- | -------------- | -------------- | -------------- | -------------- | -------------- | -------------- | -------------- | -------------- | -------------- | -------------- |
| 1980/81                                                                                  | Сан-Антонио | 79               | -                | 21,7             | 49,9             | 0,0              | 66,3             | 4,5              | 1,0              | 0,6              | 0,6              | 10,2             | 7              | -              | 32,0           | 47,9           | -              | 76,0           | 4,9            | 2,3            | 0,6            | 0,7            | 12,7           |
| 1981/82                                                                                  | Сан-Антонио | 21               | 17               | 24,0             | 48,5             | -                | 80,0             | 6,5              | 1,0              | 0,3              | 0,8              | 10,5             | Не участвовал  | Не участвовал  | Не участвовал  | Не участвовал  | Не участвовал  | Не участвовал  | Не участвовал  | Не участвовал  | Не участвовал  | Не участвовал  | Не участвовал  |
| 1981/82                                                                                  | Кливленд    | 23               | 22               | 26,8             | 53,7             | -                | 79,5             | 5,4              | 1,0              | 0,3              | 0,7              | 9,7              | Не участвовал  | Не участвовал  | Не участвовал  | Не участвовал  | Не участвовал  | Не участвовал  | Не участвовал  | Не участвовал  | Не участвовал  | Не участвовал  | Не участвовал  |
| 1981/82                                                                                  | Канзас-Сити | 31               | 9                | 25,3             | 55,6             | 0,0              | 70,8             | 6,1              | 1,0              | 0,6              | 0,9              | 12,2             | Не участвовал  | Не участвовал  | Не участвовал  | Не участвовал  | Не участвовал  | Не участвовал  | Не участвовал  | Не участвовал  | Не участвовал  | Не участвовал  | Не участвовал  |
| 1982/83                                                                                  | Канзас-Сити | 50               | 0                | 19,8             | 50,1             | 25,0             | 73,0             | 4,0              | 1,0              | 0,4              | 0,5              | 8,6              | Не участвовал  | Не участвовал  | Не участвовал  | Не участвовал  | Не участвовал  | Не участвовал  | Не участвовал  | Не участвовал  | Не участвовал  | Не участвовал  | Не участвовал  |
| 1982/83                                                                                  | Филадельфия | 29               | 8                | 18,9             | 44,8             | -                | 73,3             | 3,1              | 0,8              | 0,3              | 0,6              | 5,5              | 5              | 0              | 6,4            | 50,0           | -              | 100,0          | 0,0            | 0,6            | 0,2            | 0,0            | 1,2            |
| 1983/84                                                                                  | Нью-Джерси  | 72               | 4                | 11,4             | 49,6             | 0,0              | 73,0             | 1,9              | 0,6              | 0,3              | 0,3              | 4,8              | 7              | 0              | 2,4            | 0,0            | -              | 83,3           | 0,7            | 0,0            | 0,0            | 0,1            | 0,7            |
|                                                                                          | Всего       | 305              | 60               | 19,6             | 50,5             | 14,3             | 71,6             | 4,1              | 0,9              | 0,4              | 0,6              | 8,4              | 19             | 0              | 14,4           | 45,7           | -              | 78,8           | 2,1            | 1,0            | 0,3            | 0,3            | 5,3            |
| Наведите курсор мыши на аббревиатуры в заголовке таблицы, чтобы прочесть их расшифровку. |             |                  |                  |                  |                  |                  |                  |                  |                  |                  |                  |                  |                |                |                |                |                |                |                |                |                |                |                |